# Nodilittorina
Nodilittorina is een geslacht van weekdieren uit de klasse van de Gastropoda (slakken).

## Soort
- Nodilittorina pyramidalis (Quoy & Gaimard, 1833)